# Heinrich Dau
Heinrich Dau (Johann Heinrich Christfried Dau) (1790 i Altona – 1831) var en holstensk-dansk geolog og skribent.
En prisopgave angående tørvemoserne og deres udnyttelse blev stillet af Det Kongelige Danske Landhusholdningsselskab i 1816, og – da ingen besvarede den – gentaget i 1819. Dau indleverede en besvarelse i 1821. Den blev bedømt kritisk af bl.a. H.C. Ørsted, og Dau opfordredes derfor til at omarbejde sin afhandling. Da Selskabet imidlertid ikke på forhånd kunne love ham prisen for en revideret udgave, offentliggjorde Dau i stedet sit arbejde som Neues Handbuch über Torf, dessen Natur, Entstehung und Wiedererzeugung, Nutzen im Allgemeinen und für den Staat, Leipzig, 1823.
Faktisk var tørven dengang af stor betydning som brændsel. Daglig kørte nordsjællandske bønder hundredvis af vognlæs til København og falbød tørven i gaderne.